# Edometr

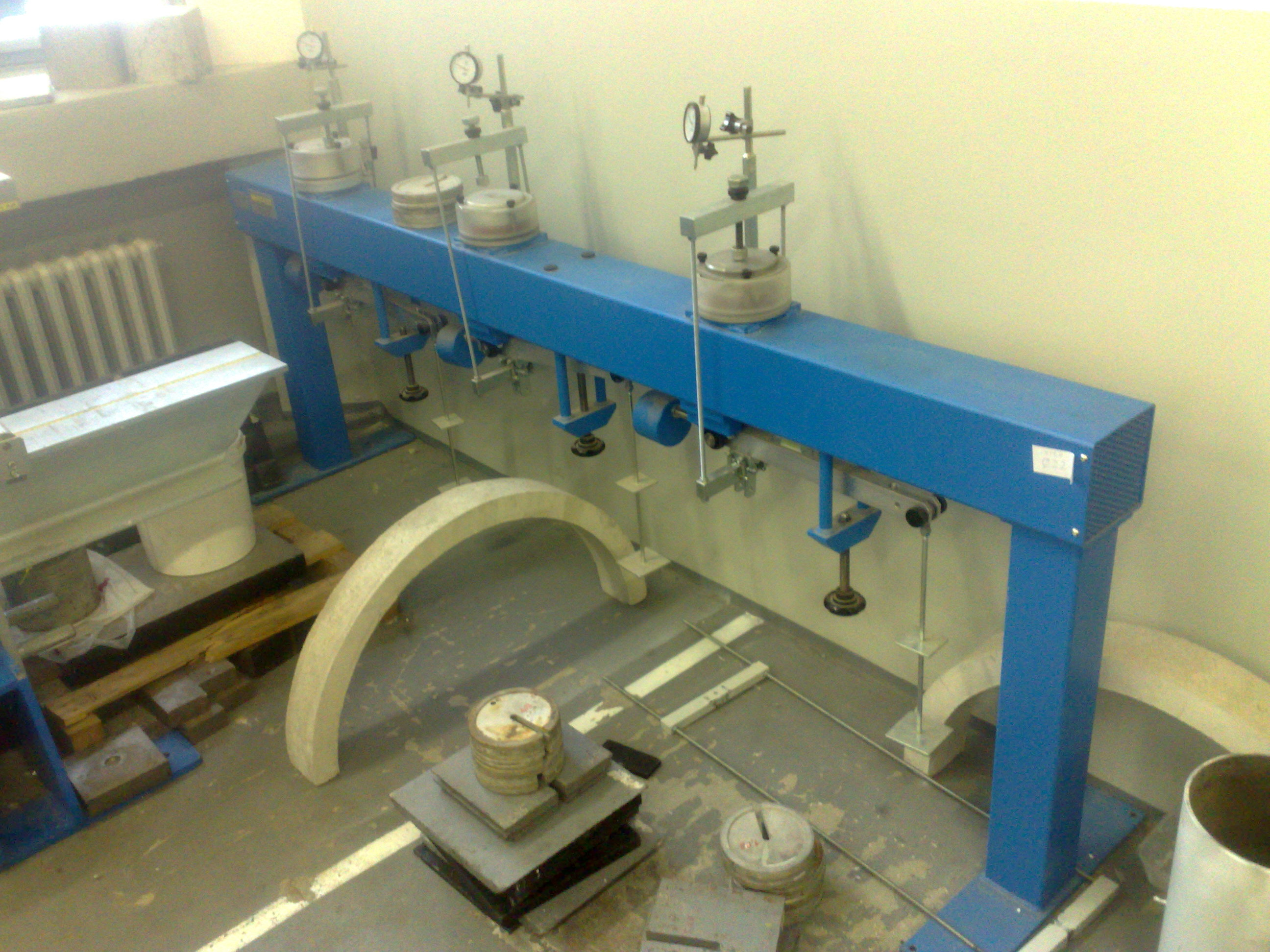
Edometr

Edometr, někdy též oedometr, (z řečtiny έδαφος (édafos) – zemina a μέτρο (métro) – měřit) je přístroj pro měření jednoosé stlačitelnosti zemin. Vzorek se umístí do edometrické nádoby, která brání boční deformaci. To znamená, že zkoušenému vzorku je umožněna pouze jednoosá deformace. Edometrická zkouška je důležitá pro zjištění stlačitelnosti zeminy zvláště pro zjištění vlastnosti zeminy pro zakládání staveb.

## Popis přístroje
Základ edometru tvoří edometrická krabice, tuhý válcový prstenec, který zabraňuje vybočení vzorku zeminy do stran. Do prstence se buď vzorek přetlačí z odběrného válce nebo se zemina přímo zhutní v prstenci. Z původního průměru prstence 120 mm (což odpovídalo průměru většiny odběrných válců) se nyní přešlo na 100 mm. Odstraní se tím zemina nejvíce porušená po obvodě vzorku. Vzorek zeminy výšky 30 mm se vyřezává do prstence (konsolidačního kroužku) pomocí nasazeného břitu. Zemina je svrchu a zespodu obklopena filtračními destičkami, které umožňují průchod vody oběma směry. Zatěžování se realizuje pístem, který je konstruován tak, aby nebyl veden (aby se mohl případně naklánět), je mírně kónický a horní filtrační destička je do něj zapuštěna, aby byla zaručena co největší rovnost plochy pístu. Celý vzorek lze chránit poklopem z plexiskla pro zabránění vysychání a udržení požadovaného klimatu.

## Edometrický modul přetvárnosti

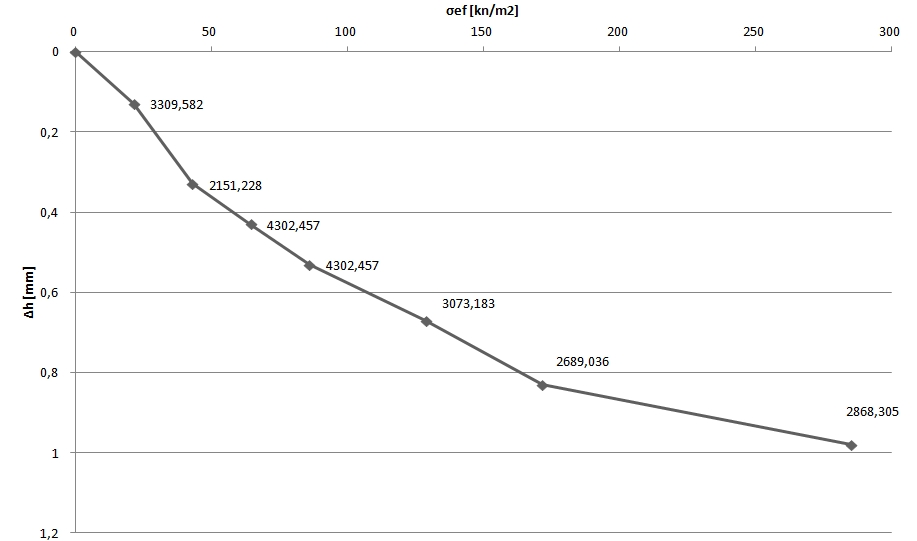
Ukázka výsledku edometrické zkoušky

Pro edometrickou zkoušku platí z Hookeova zákona {\displaystyle \epsilon _{z}={\frac {1}{E}}[\sigma _{z,ef}-\nu (\sigma _{x,ef}+\sigma _{y,ef})]} a jelikož dochází pouze k jednoosé deformaci pak také platí {\displaystyle \sigma _{x,ef}=\sigma _{y,ef}=\left({\frac {\nu }{1-\nu }}\right)\sigma _{z,ef}}. Pokud se do rovnice Hookeova zákona dosadí předchozí vztah lze získat {\displaystyle \epsilon _{z}={\frac {1}{E}}\left[\sigma _{z,ef}-\nu \left(2{\frac {\nu }{1-\nu }}\sigma _{z,ef}\right)\right]}, kde {\displaystyle \epsilon _{z}} je přetvoření ve svislém směru, {\displaystyle E} je Youngův modul pružnosti, {\displaystyle \sigma _{z,ef}} je efektivní napětí a {\displaystyle \nu } je Poissonovo číslo. Pokud se výše uvedené rovnice upraví a vyjádří se z nich modul pružnosti ({\displaystyle E}) získáme {\displaystyle E={\frac {\sigma _{z,ef}}{\epsilon _{z}}}\left(1-{\frac {2\nu ^{2}}{1-\nu }}\right)}, pokud se označí {\displaystyle {\frac {\sigma _{z,ef}}{\epsilon _{z}}}} jako Edometrický modul {\displaystyle \left(E_{oed}\right)} a {\displaystyle 1-{\frac {2\nu ^{2}}{1-\nu }}} jako součinitel {\displaystyle \beta } lze tvrdit, že {\displaystyle E=E_{oed}\beta } je vyjádřením vztahu mezi modulem pružnosti (při náhradě modulem přetvárnosti) a edometrickým modulem přetvárnosti pomocí součinitele {\displaystyle \beta }.
Pokud se nahradí deformační křivka pro určitý interval blízkých napětí {\displaystyle \sigma _{1ef}-\sigma _{2ef}} sečnou, lze závislost považovat za lineární a stlačitelnost zeminy určit poměrem {\displaystyle {\frac {\Delta \sigma _{ef}}{\Delta \epsilon }}} − nazývaným edometrickým modulem přetvárnosti. Edometrický modul přetvárnosti {\displaystyle E_{oed}} je tedy sečnový
modul, platný pro určitý interval napětí {\displaystyle \sigma _{1ef}-\sigma _{2ef}} na deformační křivce {\displaystyle \Delta \epsilon -\Delta \sigma _{ef}}.